# Jan Joost Assendorp

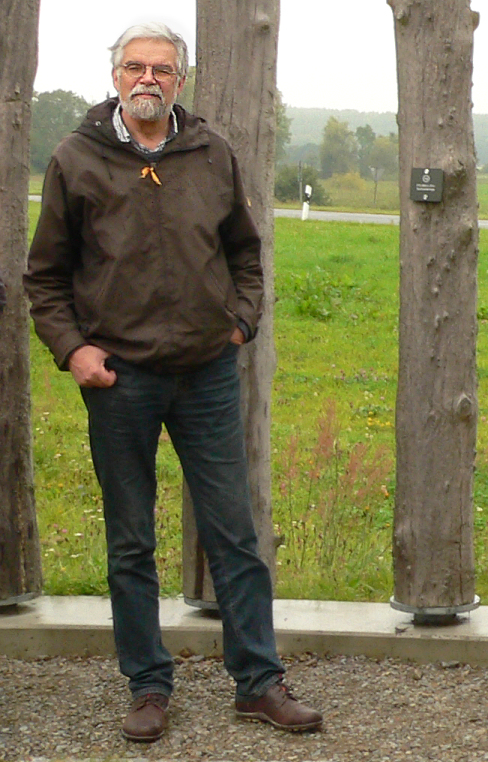
Jan Joost Assendorp, 2017

Jan Joost Assendorp (* 8. Oktober 1949 in Enschede) ist ein niederländischer prähistorischer Archäologe.

## Leben
Aufgewachsen ist Jan Joost Assendorp in Zierikzee auf der Insel Schouwen-Duiveland in der niederländischen Provinz Zeeland. 1968 legte er dort sein Abitur ab und studierte anschließend Geschichte mit dem Nebenfach Prähistorie an der Universität Leiden. Nach dem Examen 1971 spezialisierte er sich an der Universität Amsterdam auf kulturelle prähistorische Archäologie und wählte als Nebenfächer Geschichte sowie Mittelalterarchäologie. 1976 erlangte er das Doktoralexamen und damit auch die Unterrichtsbefähigung als Geschichtslehrer an Gymnasien. Von 1976 bis 1979 übernahm er die örtliche Leitung eines Forschungsprojektes der Universität Leiden zur eisenzeitlichen und provinzialrömischen Besiedlungsgeschichte in der Flusslandschaft der Maas.
1980 ging Jan Joost Assendorp nach Hannover. Dort wurden beim neu gegründeten Institut für Denkmalpflege (IfD), dem Vorläufer des Niedersächsischen Landesamtes für Denkmalpflege (NLD), erfahrene Archäologen gesucht. Nach einer kurzen Zeit in der Denkmalinventarisierung kam Assendorp in die Außenstelle Lüneburg des IFD. Er übernahm die Stelle des kommissarischen Bezirksarchäologen Wilhelm Gebers, der sich auf die Großgrabungen in der Siedlungskammer Rullstorf konzentrieren sollte. Organisatorisch unterstand Assendorp ab 1996 der Bezirksregierung Lüneburg und nach deren Auflösung 2005 wiederum dem NLD.
Seinen wissenschaftlichen Schwerpunkt hat Jan Joost Assendorp in der Siedlungsforschung der Bronzezeit, der Trichterbecherkultur und der Archäologie von Gräberfeldern der jüngeren römischen Kaiserzeit sowie der Völkerwanderungszeit. Beispielhaft dafür sind seine Ausgrabungen am Hitzacker See, der neolithischen Siedlung Pennigbüttel sowie des Sächsischen Gräberfeldes bei Immenbeck und eines Buckelgräberfeldes des 4. und 5. Jahrhunderts n. Chr. bei Oedeme. In den letzten Berufsjahren widmete sich Assendorp der Mittelalterarchäologie durch Ausgrabungen im Kloster Lüne und Stadtkernuntersuchungen in Bardowick.
Seit 2001 hat Assendorp einen Lehrauftrag des Archäologischen Instituts der Universität Hamburg zur praktischen Ausbildung von Studierenden bei Ausgrabungen inne.
Er gehört der Archäologischen Kommission für Niedersachsen an und war für einige Jahre im Hauptausschuss tätig. Außerdem ist er Mitglied im wissenschaftlichen Beirat der Stiftung Lager Sandbostel und gehört  dem Vorstand des Archäologischen Zentrums Hitzacker an. 2015 trat Assendorp in den Ruhestand ein. Ihm folgte als Bezirksarchäologe Mario Pahlow.

## Schriften (Auswahl)
- Landkreis Soltau-Fallingbostel in der Reihe Führer zu archäologischen Denkmälern in Deutschland, Hrsg. Landschaftsverband Rheinland, Rheinisches Amt für Bodendenkmalpflege, 1984
- Unterhöhlte steter Tropfen den Stein? Grab C der Sieben Steinhäuser teilweise eingestürzt. In: Archäologie in Niedersachsen. Bd. 17. Oldenburg 2014, S. 144–147.
- mit Henning Haßmann, Mario Pahlow: Der Goldschatz von Oedeme, Landkreis Lüneburg in: Berichte zur Denkmalpflege in Niedersachsen, 4/2016, S. 186–188